# Vicente Díez Canseco (metge)
|  | Aquest article tracta sobre el metge Vicente Díez Canseco. Si cerqueu el periodista i escriptor, vegeu «Vicente Díez Canseco». |

Vicente Díez Canseco (Cármenes, 1813 - Lleó, 1878) va ser un metge espanyol.

## Biografia
Va néixer a mitjan 1813 a Genicera, lloc del municipi de Cármenes, en el sí d'una família humil. Orfe de pare des de la seva infància, va poder cursar estudis a Lleó gràcies a la intervenció del rector Simón González López i a la protecció del seu oncle. Quan va tornar al poble, va començar a ensenyar als altres nois de Genicera, alhora que aprenia llatí, filosofia i teologia. Després s'instal·la a Lleó, on continua els seus estudis al Seminari de San Froilán, mentre que per substituir va treballar a casa d'un canonge i del farmacèutic Antonio Chalanzón.
A casa de la situació política d'Espanya de començaments de finals de la dècada de 1830, decideix traslladar-se a Salamanca, on malgrat les penúries econòmiques va cursar i obtenir en tres anys el grau de batxiller en Medicina (1843). La seva bona conducta acadèmica fa que sigui nomenat mestre substitut durant el segon any. Més tard es trasllada a estudiar a la Universitat Central de Madrid, on va obtenir el grau de llicenciat en Medicina i Cirurgia el 20 de juliol de 1846.
Acabats els estudis, el mateix any obté la plaça de metge-cirurgià titular de Peñalsordo, i els anys següents és nomenat metge titular i es trasllada a Esparragosa de Lares, Sancti-Spíritus i Chillón. El 1853 finalment, i a petició de diverses persones de la ciutat, va tornar a Lleó, on és nomenat vocal supernumerari de la Junta de Sanitat, numerari a partir de 1855, i membre de la comissió de salubritat pública. Va distingir-se notablement com a metge durant l'epidèmia de còlera de 1854. El 1858 també va ser vocal de la Junta de Beneficència.
Políticament va ser d'ideologia tradicionalista. Va ser secretari i protegit del general Narváez, i durant el regnat d'Isabel II va ser elegit diputat al Congrés dels Diputats per la província de Canàries (1846) i per la de Lleó (1850 i 1857). D'altra banda, va ser nomenat vocal de la Junta Provincial de Lleó el 1870. Finalment, Va morir a Lleó, el gener de 1878.
Al llarg de la seva vida va publicar diversos treballs científics. Entre les seves obres destaca haver estat traductor d'Hipocràtes (1860) directament des del grec, una tasca que li va ocupar onze anys. També va ser soci de l'Acadèmia d'Esculapi i acadèmic corresponent de la Reial Acadèmia de la Medicina de Madrid. Assidu col·laborador de la revista il·lustrada El Siglo Médico. Fou també soci de mèrit i president de la Societat Econòmica d'Amics del País de Lleó. Com a tal Va contribuir a l'èxit de l'Exposició Regional Lleonesa de 1876.

## Obres
- Consejos higiénicos, preservativos del cólera-morbo asiático (1854)[6]
- Traducción completa de las obras de Hipócrates (1860)[1]
- Catecismo higiénico para los niños (1863)[1]
- Viruelas y vacuna (1863)[7][6]